# División de Honor 1980-1981 (hockey su pista)
La División de Honor 1980-1981 è stata la 12ª edizione del torneo di primo livello del campionato spagnolo di hockey su pista. La competizione è iniziata il 7 settembre 1980 e si è conclusa il 29 marzo 1981. Il torneo è stato vinto dal Barcellona per la sesta volta nella sua storia.

## Stagione

### Novità
A prendere il testimone del Mieres, dell'Arenys de Munt e del Vilafranca retrocesse dopo la stagione regolare in Primera Division vi furono, vincendo la fase finale del campionato cadetto, l'Alcobendas, il Dominicos e il Mollet.

### Formula
La División de Honor 1979-1980 vide ai nastri di partenza sedici club; la manifestazione fu organizzata con un girone all'italiana, con gare di andata e ritorno per un totale di 30 giornate: erano assegnati 2 punti per l'incontro vinto e un punto a testa per l'incontro pareggiato, mentre non ne era attribuito alcuno per la sconfitta. Al termine del campionato la squadra prima classificata venne proclamata campione di Spagna mentre la tredicesima, la quattordicesima, la quindicesima e la sedicesima retrocedettero direttamente in Primera Division, il secondo livello del campionato.

## Squadre partecipanti
| Club            | Stagione | Città                    | Stadio                      | Stagione precedente                                                              |
| --------------- | -------- | ------------------------ | --------------------------- | -------------------------------------------------------------------------------- |
| Alcobendas      |          | Alcobendas               |                             | 1º posto nel girone 2 in Primera Division, 2º nel torneo del Campeones, promosso |
| Barcellona      | dettagli | Barcellona               | Palau Blaugrana             | 1º posto in División de Honor                                                    |
| Cerdanyola      | dettagli | Cerdanyola del Vallès    |                             | 8º posto in División de Honor                                                    |
| Cibeles         | dettagli | Oviedo                   |                             | 9º posto in División de Honor                                                    |
| CP Claret       |          | Siviglia                 |                             | 13º posto in División de Honor                                                   |
| Dominicos       |          | La Coruña                | Pazo dos Deportes de Riazor | 1º posto nel girone 1 in Primera Division, 3º nel torneo del Campeones, promosso |
| Liceo La Coruña | dettagli | La Coruña                | Pazo dos Deportes de Riazor | 6º posto in División de Honor                                                    |
| Mollet          |          | Mollet del Vallès        |                             | 1º posto nel girone 4 in Primera Division, 1º nel torneo del Campeones, promosso |
| Noia            | dettagli | Sant Sadurní d'Anoia     |                             | 5º posto in División de Honor                                                    |
| Reus Deportiu   | dettagli | Reus                     |                             | 3º posto in División de Honor                                                    |
| Reus Ploms      |          | Reus                     |                             | 10º posto in División de Honor                                                   |
| Sentmenat       | dettagli | Sentmenat                |                             | 7º posto in División de Honor                                                    |
| Terrassa        |          | Terrassa                 |                             | 12º posto in División de Honor                                                   |
| Tordera         | dettagli | Tordera                  |                             | 2º posto in División de Honor                                                    |
| Vic             | dettagli | Vic                      |                             | 4º posto in División de Honor                                                    |
| Voltregà        | dettagli | Sant Hipòlit de Voltregà |                             | 11º posto in División de Honor                                                   |

## Classifica finale
|                   | Pos. | Squadra         | Pt | G  | V  | N  | P  | GF  | GS  | DR  |
| ----------------- | ---- | --------------- | -- | -- | -- | -- | -- | --- | --- | --- |
| Spagna (bandiera) | 1.   | Barcellona      | 48 | 30 | 23 | 2  | 5  | 135 | 75  | +60 |
| [ 1 ]             | 2.   | Noia            | 47 | 30 | 21 | 5  | 4  | 116 | 69  | +47 |
|                   | 3.   | Liceo La Coruña | 45 | 30 | 22 | 1  | 7  | 141 | 85  | +56 |
|                   | 4.   | Reus Deportiu   | 40 | 30 | 18 | 4  | 8  | 167 | 89  | +78 |
|                   | 5.   | Tordera         | 37 | 30 | 18 | 1  | 11 | 118 | 107 | +11 |
|                   | 6.   | Sentmenat       | 33 | 30 | 15 | 3  | 12 | 122 | 106 | +16 |
| [ 2 ]             | 7.   | Cibeles         | 33 | 30 | 14 | 5  | 11 | 107 | 109 | -2  |
|                   | 8.   | Mollet          | 32 | 30 | 13 | 6  | 11 | 95  | 87  | +8  |
|                   | 9.   | Reus Ploms      | 30 | 30 | 11 | 8  | 11 | 107 | 97  | +10 |
|                   | 10.  | Vic             | 30 | 30 | 10 | 10 | 10 | 107 | 133 | -26 |
|                   | 11.  | Cerdanyola      | 29 | 30 | 12 | 5  | 13 | 98  | 100 | -2  |
|                   | 12.  | Voltregà        | 24 | 30 | 9  | 6  | 15 | 102 | 125 | -23 |
|                   | 13.  | Terrassa        | 19 | 30 | 6  | 7  | 17 | 114 | 139 | -25 |
|                   | 14.  | Alcobendas      | 19 | 30 | 8  | 3  | 19 | 101 | 161 | -60 |
|                   | 15.  | CP Claret       | 9  | 30 | 3  | 3  | 24 | 101 | 178 | -77 |
|                   | 16.  | Dominicos       | 5  | 30 | 1  | 3  | 26 | 67  | 138 | -71 |

Legenda:
  Vincitore della Coppa del Re 1981.
      Campione di Spagna e ammessa alla Coppa dei Campioni 1981-1982.
      Eventuali squadre ammesse alla Coppa dei Campioni 1981-1982.
      Ammessa alla Coppa delle Coppe 1981-1982.
      Ammessa alla Coppa CERS 1981-1982.
  Partecipa ai play-out.
      Retrocesse in Primera Division 1981-1982.
Note:
Due punti a vittoria, uno a pareggio, zero a sconfitta.